# Minnie Bruce Pratt
Pour les articles homonymes, voir Pratt.
Minnie Bruce Pratt, née le 12 septembre 1946 à Selma (Alabama) et morte le 2 juillet 2023 à Syracuse (État de New York), est une éducatrice, activiste, poétesse et essayiste américaine.

## Biographie
Originaire de l'Alabama, Minnie Bruce Pratt vit de la fin des années 1960 au milieu des années 1970 en Caroline du Nord, au pied de la montagne Occoneechee. C'est dans ce cadre qu'elle écrit les poèmes de The Sound of One Fork, son premier recueil édité et publié en 1981.
Après avoir fait son coming out lesbien en 1975, elle perd la garde de ses deux fils au profit de son ex-mari. En 1989, elle reçoit le Lamont Poetry Prize pour Crime Against Nature, un recueil de poèmes publié la même année et écrit à la suite de cet évènement.
En 2021, Minnie Bruce Pratt publie Magnified, un recueil de poèmes composés dans les sept dernières années de la vie de son épouse, l'autrice et militante Leslie Feinberg, atteinte de la maladie de Lyme.
Elle est professeure en Women's Studies à Syracuse dans l'État de New York.

## Œuvre

### Poésie
- (en-US) The Sound of One Fork, Night Heron Press, 1981, 41 p. (ISBN 9780940354005)
- (en-US) We Say We Love Each Other, San Francisco, Spinsters Ink, 1985, 98 p. (ISBN 9780933216136)
- (en-US) Crime Against Nature, 1989
- (en-US) Walking Back Up Depot Street, University of Pittsburgh Press, coll. « Pitt Poetry Series », 1999, 88 p., 6 × 9 in (ISBN 9780822956952)
- (en-US) The Money Machine, Brooklyn, Belladonna Books, 2003, 11 p.
- (en-US) The Dirt She Ate, University of Pittsburgh Press, coll. « Pitt Poetry Series », 2003, 136 p., 6,1 × 9 in (ISBN 9780822958260)
- (en-US) Inside the Money Machine, Durham, Carolina Wren Press, 2011, 85 p. (ISBN 978-0932112606)
- (en-US) Magnified, Wesleyan University Press, 2021, 88 p., 6 × 9 in (ISBN 9780819580061)

### Non-fiction
- (en-US) Rebellion : Essays 1980-1991, 1992
- il/le [« S/HE »] (trad. de l'anglais par Mirza-Hélène Deneuve), Toulouse, éditions blast, 25 août 2023 (1re éd. 1995), 408 p. (ISBN 978-2-492642-12-8)